# الربيعة (حماة)
الربيعة قرية في محافظة حماة في سورية. تقع غرب مدينة حماة.